# 烏奴奴 (作家)
烏奴奴，全方位創作藝術家，電影《共犯》原著&編劇。台灣電影與電視編劇、導演、作家。國立政治大學廣告學系與財政學系雙主修畢業，輔修日文系；現從事小說、劇本及影片創作。出版過多部小說作品，亦曾獲得國內許多文學獎與劇本獎肯定。1997年成立X工作坊，挑戰各種類型片創作，包括恐怖懸疑、愛情喜劇、科幻奇幻等類型，亦曾在多項影展中得到迴響。

## 編劇作品節錄

### 電影
- 2016《愛情大數據》
- 2014《共犯》
- 2011《消失打看》 （页面存档备份，存于）

### 電視電影
- 2019 華視《我的阿北同學》
- 2017 公視新創電影《廉價勞工》 （页面存档备份，存于）
- 2009 緯來電影台《風林火山》
- 2008 緯來電影台《戲班遇到鬼》

### 電視劇
- 2018 《非私不可咖啡館》
- 2015 中視、湖南衛視《七個朋友》
- 2010 三立都會台《偷心大聖P.S男》
- 2007 中視、八大電視台《18禁不禁》
- 2005 東森綜合台《好美麗診所
- 2004 衛視中文台《魔界刂》
- 2004 東森戲劇台《我的寵物老公》
- 2004 東風電視台《家有菲菲》

### 網劇
- 2017《鍵盤蒐奇館 X》

## 小說作品節錄
- 2018《惡徒》(印刻出版)
- 2014《共犯》(遠流出版)
- 2014《巷弄裡的那家書店》(遠流出版)
- 2010《獵頭》(蓋亞出版)
- 2010《獵豔》(大田出版)
- 2006《惡魔腳本》(春天出版)
- 2005《殺人上癮》(小知堂出版)
- 2005《波西米亞公寓》(春天出版)
- 2004《打不死的愛情》(小知堂出版)
- 2004《當男人說一見鍾情》(時報文化出版)

## 導演作品節錄

### 電視電影
- 2019 華視《我的阿北同學》
- 2017 公視新創電影《廉價勞工》[2]

### 電視劇
- 2018《非私不可咖啡館》

### 網劇
- 2017《鍵盤蒐奇館 X》

### 短片
- 2016《我與ETF的新同居時代》
- 2014《大胃無雙》
- 2013《準時要命》
- 2012《我在平行世界等你》
- 2011《一百萬個孤獨》
- 2010《最遠距離的愛》
- 2009《DV偵探》
- 2008《幸福妄想症》
- 2008《薑皮客棧》
- 2007《巴比倫》
- 2006《極道攻略》
- 2005《台北孤城》
- 2003《十三頻道》
- 2002《打不死的愛情》

## 獎項紀錄
| 年份 | 競賽／影展                   | 獎項             | 作品                            | 結果 |
| ---- | ---------------------------- | ---------------- | ------------------------------- | ---- |
| 1998 | 學生防治愛滋活動舞台劇本徵選 | 首獎             | 夢遊愛滋仙境                    | 獲獎 |
| 2002 | 金馬獎數位短片競賽           | 觀眾票選獎       | 打不死的愛情                    | 獲獎 |
| 2002 | 兩岸三地愛情小說徵文         | 首獎             | 打不死的愛情                    | 獲獎 |
| 2002 | 女性影展                     |                  | 打不死的愛情                    |      |
| 2003 | 丁台影像獎                   | 總首獎           | 十三頻道                        | 獲獎 |
| 2005 | 可米瑞智百萬電視小說獎       | 第二名           | 波西米亞公寓                    | 獲獎 |
| 2005 | 教育部文藝獎                 | 現代戲劇劇本優選 | 戀愛戰爭On Live                 | 獲獎 |
| 2007 | 三立電視我在159號HD電影      |                  | 巴比倫                          | 提名 |
| 2009 | 聯合文學打狗文學獎           | 電影劇本組推薦獎 | 現在，我很幸福                  | 獲獎 |
| 2009 | 4C數位創作競賽               | 動畫劇本組優選   | 謀殺俱樂部                      | 獲獎 |
| 2010 | 倪匡科幻小說獎               | 第二名           | 宅男戰爭                        | 獲獎 |
| 2011 | 青春未艾影展                 |                  | 一百萬個孤獨                    |      |
| 2014 | 拍台北電影劇本獎             | 銀劇本獎         | 共犯                            | 獲獎 |
| 2014 | 央視環球微電影盛典           | 最佳微電影優異獎 | 大胃無雙                        | 獲獎 |
| 2016 | 韓國富川奇幻影展電影創投計畫 |                  | 愛情大數據                      |      |
| 2016 | 優良電影劇本獎               |                  | 愛情大數據                      | 提名 |
| 2016 | ETF微電影創作徵選            | 金質獎首獎       | 我與ETF的新同居時代             | 獲獎 |
| 2017 | 竹塹奧斯卡獎                 | 最佳影片獎       | 廉價勞工 （页面存档备份，存于） | 提名 |
| 2017 | 竹塹奧斯卡獎                 | 最佳創意表現獎   | 廉價勞工 （页面存档备份，存于） | 提名 |
| 2017 | 竹塹奧斯卡獎                 | 最佳男主角獎     | 廉價勞工 （页面存档备份，存于） | 提名 |
| 2017 | 竹塹奧斯卡獎                 | 最佳女主角獎     | 廉價勞工 （页面存档备份，存于） | 提名 |
| 2017 | 高雄電影節主題單元           |                  | 廉價勞工 （页面存档备份，存于） |      |
| 2017 | 韓國SHORT&THICK亞洲電影節    |                  | 廉價勞工 （页面存档备份，存于） |      |
| 2017 | 優良電影劇本獎               |                  | 殺人維克托                      | 提名 |

## 外部連結
- 烏奴奴的異想國度 （页面存档备份，存于）
- 烏奴奴的Facebook專頁